# Карамалы (Иглинский район)
Карамалы́ (баш. МФА: Ҡарамалыо файле) — село в Иглинском районе Республики Башкортостан Российской Федерации. Входит в состав Акбердинского сельсовета.

## География

### Географическое положение
Расстояние до:
- районного центра (Иглино): 61 км,
- центра сельсовета (Акбердино): 6 км,
- ближайшей ж/д станции (Уфа): 30 км.

## Население
| 2002 | 2009 | 2010 |
| ---- | ---- | ---- |
| 380  | ↗435 | ↘381 |

Национальный состав
Согласно переписи 2002 года, преобладающая национальность — башкиры (81 %).

## Религия
В селе есть мечеть.